# Guglielmo Carbone
Pour les articles homonymes, voir Guglielmo.
Guglielmo Carbone (né à Naples, en Campanie, Italie, alors capitale du royaume de Naples, et mort avant le 22 novembre 1418 à Naples) est un pseudo-cardinal italien du XVe siècle. Il est le frère du cardinal Francesco Carbone (1384). 

## Biographie
Guglielmo Carbone est archidiacre à Aquilée et protonotaire apostolique. Il est nommé évêque de Chieti en 1396.
L'antipape Jean XXIII le crée cardinal lors du consistoire du 6 juin 1411. Il assiste au concile de Constance en 1414. Il est emprisonné par Landolfo Colonna et n'est libéré qu'après une longue captivité.
Le cardinal Carbone ne participe pas au conclave de 1417, lors duquel Martin V est élu pape.